# Зелена лінія (Кіпр)

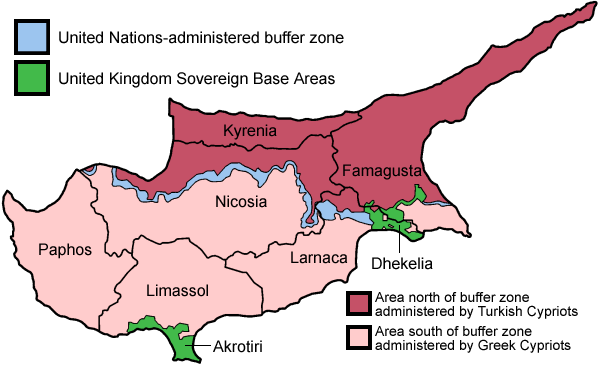
Карта Кіпру. Червоний колір - невизнана світовою спільнотою Турецька Республіка Північного Кіпру, рожевий - Республіка Кіпр, темно-зелений - британські військові бази Акротірі та Декелія.

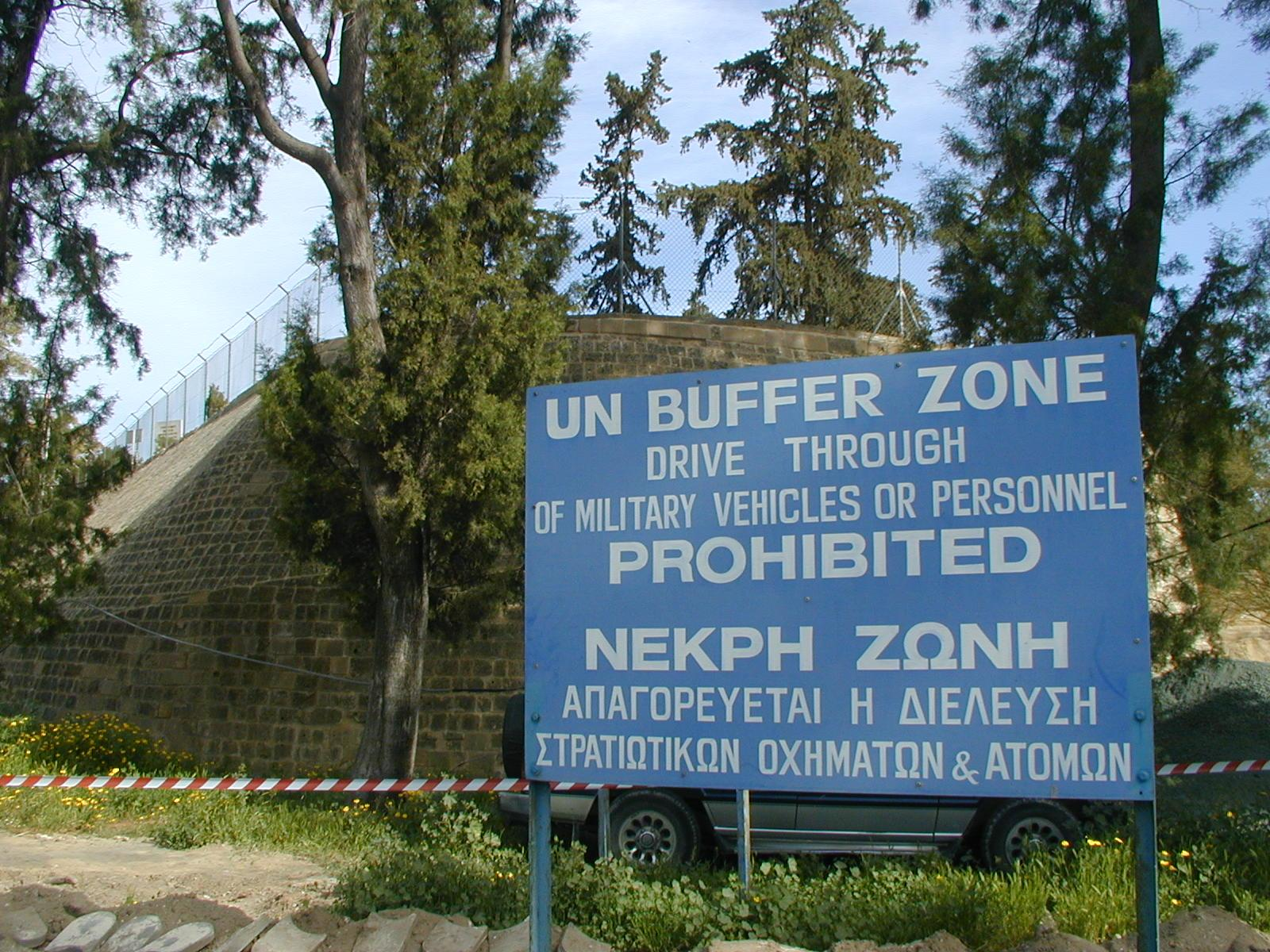
Буферна зона у Нікосії

Зелена лінія (або лінія Аттіла, або буферна зона ООН на Кіпрі ) ( грец. Πράσινη Γραμμή ; тур. Yeşil Hat ) - демаркаційна лінія, яка де-факто розділяє острів Кіпр на дві частини: грецьку (південну) і турецьку (північну) . Перетинає столицю Кіпру, Нікосію . Охороняється контингентом Збройних сил ООН з підтримки миру на Кіпрі (ВСООНК)  . Термін «Зелена лінія» був вперше використаний у 1964 році, коли внаслідок заворушень між місцевими греками та турками столиця була поділена на грецьку та турецьку частини. У 1974 після турецького вторгнення на Кіпр (так звана операція «Аттіла», звідси назва лінія Аттіла ) ООН встановила Зелену лінію як межу грецької та турецької частини острова  .
Розділову лінію називають лінією Аттіла, на честь турецької кодової назви військової інтервенції 1974 року: операції «Аттіла». Турецька армія побудувала бар'єр на північній стороні зони, що складається в основному з огорожі з колючого дроту, сегментів бетонної стіни, сторожових вишок, протитанкових ровів та мінних полів. Зона прорізає центр Нікосії, розділяючи місто на південну та північну частини. Загалом вона займає площу 346 квадратних кілометрів (134 квадратних миль), ширина варіюється від менше 20 метрів (66 футів) до понад 7 кілометрів (4,3 милі). Після падіння Берлінського муру в 1989 році Нікосія залишається останньою розділеною столицею Європи. Близько 10 000 чоловік живуть у кількох селах і працюють на фермах, розташованих у межах зони; село Пила відоме як одне з небагатьох сіл на Кіпрі, де греки і турки-кіпріоти досі живуть пліч-о-пліч. Іншими селами є Денея, Атієну та Труллуа. Деякі райони Зеленої лінії не зачепили втручання людини і залишилися безпечним притулком для флори та фауни.

## Географія
Зона простягається на 180 км від західної частини острова біля Піргос-Като на схід, на південь від Фамагусти . Вона проходить центром старого міста Нікосії, тим самим ділячи місто на південну і північну територію. Ширина лінії коливається від 3,3 м у центральній Нікосії до 7,4 кілометрів у селі Афієну .
На території лінії розташовані 4 населених пункти: Піла, Афієну, Труллі та Денія .

## Природа та екологія
Більшість території Зеленої лінії донедавна була практично не зачеплена діяльністю людини. Залишки старих сіл, магазини та інші нагадування про колись прожиті життя розкидані по всій буферній зоні.
Буферна зона поки що залишається притулком для флори та фауни, які процвітають завдяки майже повній відсутності мисливців та інших форм людського втручання. 
Кіпр вважається «гарячою точкою» біорізноманіття зі значною різноманітністю видів флори та фауни. В даний час ідентифіковано 2000 таксонів, з яких 145 ідентифіковано лише на Кіпрі.
Проте збереження біорізноманіття стикається з проблемами та загрозами, пов'язаними головним чином з діяльністю людини, такою як розвиток туризму, урбанізація, безперешкодне будівництво, зміна клімату, забруднення навколишнього середовища, інвазивні види, незаконне полювання, надмірний випас худоби та лісові пожежі. Грунтуючись на недавніх оцінках популяційного статусу острова, 23 таксони класифікуються як "регіонально вимерлі", 46 - як "під загрозою зникнення", 64 - як "під загрозою зникнення", 128 - як "вразливі", 45 - як "не достатньо даних», і 15 як «під загрозою». Тиск і загрози, що створюються для місцеперебування та видів від зовнішніх факторів, таких як діяльність людини, значно знижені в буферній зоні. Аналогічно демілітаризованій зоні Кореї або колишній залізній завісі в Німеччині буферна зона Кіпру є притулком для видів флори і фауни, що знаходяться під загрозою зникнення. Зменшення втручання людини в цьому районі призвело до зменшення фрагментації довкілля, що створило необхідні умови для того, щоб природа освоїла простір і зникаючі види розмножилися.
Результати дослідження показали, що у буферній зоні процвітають рідкісні види, такі як зайці Lepus europaeus cyprium та ендемічна миша Mus cypriaca . Що стосується птахів, то були зареєстровані значні популяції видів, яким загрожує втрата довкілля за межами буферної зони, таких як євразійська авдотка Burhinus oedicnemus , північний чибіс Vanellus vanellus і жайворонок Melanocorypha calandra . Для цих пріоритетних видів птахів буферна зона виявилася рятівним притулком, оскільки поза Буферної зони їх чисельність скорочується. Згідно з герпетологічним дослідженням, у буферній зоні також були виявлені більш поширені види, такі як ящірки (особливо гекони та сцинксанди), їжаки Hemiechinuc auritus, лисиці Vulpes vulpes indutus, кіпрські вислокрила змія Dolicophis jugularis cypriacus та прісноводна черепаха.
Кіпрський муфлон є найбільшим наземним диким ссавцем на острові і мешкає у північно-західній частині гірського хребта Троодос.
Департамент лісового господарства у червні 2012 р. зазначив, що національні програми селекції та захисту не були б такими успішними, якби не існувало Буферної зони. Кіпрська буферна зона стала де-факто екологічним заповідником для муфлонів та інших видів. Цей аргумент також підтверджується дослідженням біорізноманіття, в якому стверджується, що занедбані населені пункти (такі, як наприклад, Variseia  ) мають найвище видове багатство. Близько 300 муфлонів знаходять притулок в одному із занедбаних сіл. Муфлони отримали вигоду з існування буферної зони, оскільки вона створила кілька коридорів дикого життя вздовж долин ряду річок поточних з Південної частини до Північної. Комбінація систем відкритих і багатих травами ландшафтів з достатньою кількістю пагорбів і, що важливіше, відсутність будь-якої фрагментації довкілля сприяли процвітанню муфлонів у буферній зоні. 
Пляж кварталу Вароша служить пологовим будинком для середземноморських морських черепах   внесених усіма країнами середземноморського басейну (у тому числі Кіпром та ТРСК ) до списку зникаючих    Однак у зв'язку з відкриттям міста з турецької сторони майбутнє гніздової популяції черепах, що з'явилася тут у 1970-х рр., виглядає туманним.  
Таким же невизначеним виглядає і майбутнє середземноморського тюленя ченця, який охороняється конвенціями всіх країн середземноморського басейну і, ймовірно, ще зустрічається в Буферній зоні.   